# Der Hund von Baskerville (film, 1937)
Pour les articles homonymes, voir Der Hund von Baskerville.
Pour plus de détails, voir Fiche technique et Distribution.
Der Hund von Baskerville est un film allemand réalisé par Karel Lamač, sorti en 1937. Le film est une adaptation du roman Le Chien des Baskerville écrit par Sir Arthur Conan Doyle.
L'adaptation prend d'importantes libertés avec l'intrigue d'origine, notamment vis-à-vis de la chronologie des rencontres entre les différents personnages, ainsi que dans la progression des révélations qui permettent de résoudre l'enquête. Le cadre de l'enquête est par ailleurs modernisé dans cette adaptation, le télégraphe étant remplacé par le téléphone, modifiant un certain nombre de détails dans le déroulement des événements. Néanmoins, les grandes lignes de l'intrigue d'origine sont conservées.

## Synopsis
L'action débute lors d'un banquet au manoir de Sir Hugo Baskerville. La scène illustre la cruauté de Sir Hugo qui, en pleine réception, tue dans un duel à l'épée un invité, Sir Bettans, qui avait courtisé sa femme. Alors que Sir Hugo va s'en prendre à cette dernière, un chien surgit et attaque le maître de maison, le mettant hors d'état de nuire.
Deux siècles plus tard, dans le même manoir, Sir Charles (Friedrich Kayßler) s'inquiète de la résonance de cette légende familiale alors que des cris de chien se font régulièrement entendre sur la lande entourant le domaine. Le Dr Mortimer, son médecin, lui suggère d'aller se changer les idées à Londres. Au même moment, une femme arrive en fiacre devant le manoir et se présente à Barrymore, le majordome, sous le nom de Beryl Vendeleure. Sir Charles ne la connaît pas mais accepte de la recevoir. Beryl Vendeleure affirme posséder les terres adjacentes au domaine des Baskerville et souhaite les vendre à Sir Charles. La jeune femme souligne que les Vendeleure gardent un lien de parenté éloigné avec les Baskerville. Prêt à discuter, Sir Charles offre l'hospitalité à Beryl pour la soirée et la nuit.
M. Stapleton, voisin de Sir Charles bien connu de ce dernier, arrive à son tour au manoir pour une visite de courtoisie. Stapleton semble rencontrer Beryl pour la première fois. Alors que Stapleton et Mortimer se retirent en fin de soirée, la sirène de la prison de « Princetown » retentit : un prisonnier s'est évadé. Peu de temps après, Sir Charles reçoit un appel téléphonique au manoir qui semble l'inquiéter et le rendre furieux ; le vieil homme se précipite dehors. Prévenu de la sortie de Sir Charles, Barrymore sort à son tour et rencontre devant le manoir le prisonnier récemment évadé qui lui demande de l'aide. Peu après, Sir Charles est retrouvé sans vie dans l'allée du manoir, avec des traces de pattes de chien à ses côtés.
Beryl, affectée par la mort du vieil homme, a prolongé son séjour au manoir pour les funérailles. La lecture du testament révèle que l'héritier du domaine sera le neveu de Sir Charles, Henry Rogers, habitant à Paris. Personne ne connaissait l'existence de ce neveu. Mortimer se voit quant à lui attribuer une pension de 200 livres et Barrymore reçoit la somme de 1000 livres. Dans les jours suivants, Mortimer part à Londres pour y accueillir Sir Henry, qui souhaite rester quelques jours dans la capitale avant d'aller au manoir de son oncle. Mortimer informe Sir Henry des étranges circonstances de la mort de Sir Charles, et estime indispensable d'engager le détective Sherlock Holmes. Arrivé à son hôtel, Sir Henry reçoit une mystérieuse lettre écrite avec des lettres découpées dans un journal, lui déconseillant de venir au manoir s'il tient à la vie.
Au 7 Baker Street, Sherlock Holmes revient à son appartement. Mortimer, qui avait oublié une première fois sa canne en attendant vainement Holmes qui était absent, ne tarde pas à revenir pour s'entretenir avec le détective de l'étrange mort de Sir Charles et de la lettre de menaces reçue par Sir Henry. Holmes et Watson réfléchissent à qui profite le crime. Tout le monde semble avoir un mobile possible : Barrymore pour les 1000 livres, Beryl pour sa lointaine parenté avec Sir Charles, et Mortimer lui-même pour la rente. Les réflexions sont interrompues par un appel de Sir Henry qui prévient qu'une chaussure lui a été volée, et qu'il a décidé pour cette raison de changer d'hôtel. Intrigué par ce fait divers, Holmes demande à Watson de repartir avec le Dr Mortimer pour veiller sur Sir Henry lorsque celui-ci ira s'installer au manoir de son oncle à Grimpen.
Le lendemain, à Grimpen, les nouveaux arrivants rencontrent Stapleton et Barrymore, qui annonce son souhait de quitter prochainement le service des Baskerville, ainsi que Beryl, qui séjourne toujours au manoir. Watson se présente sous le nom de Parker, une fausse identité qui ne trompe personne. Barrymore discute avec Stapleton et lui confie ses soupçons sur le rôle de Beryl dans la mort de Sir Charles. Barrymore a entendu Beryl pleurer dans sa chambre le soir de la lecture du testament qui la privait d'héritage. Stapleton semble partager ces soupçons. Sir Henry, quant à lui surtout attiré par les charmes de la jeune femme, l'invite à prolonger son séjour au manoir, ce que Beryl accepte.
La nuit tombée, Watson aperçoit par la fenêtre de sa chambre des signaux lumineux envoyés par un inconnu sur la lande. Sortant de sa chambre, Watson aperçoit Barrymore se déplacer dans les couloirs puis répondre aux signaux lumineux. Le lendemain matin, Watson apprend du livreur de journaux que Beryl a demandé 10 exemplaires du Times quelques jours auparavant, et en déduit qu'elle est l'auteure de la lettre adressée à Sir Henry. Beryl révèle d'elle-même à Sir Henry qu'elle a voulu le prévenir d'un danger certain par cette lettre anonyme. Cette révélation prend tout son sens alors que Beryl et Sir Henry, partis de bon matin à cheval pour se promener, entendent des coups de feu proches d'eux, dont l'un déchire la manche de Sir Henry.
Le même jour, Watson découvre qu'un homme fait des signaux de fumée sur la lande. Le soir, Stapleton, Watson et Sir Henry se retrouvent au manoir. Stapleton présente à Sir Henry un chemin sûr qui traverse les environs. Sir Henry décide de s'y aventurer en pleine nuit pour trouver l'inconnu aperçu en matinée, et Watson l'accompagne. Peu après leur départ, Beryl surprend Barrymore en train de faire de nouveaux signaux lumineux. La femme du majordome avoue que ces signaux sont destinés à l'évadé de prison qui est son frère. Au même moment, Sir Henry et Watson rencontrent l'évadé sur la lande mais ce dernier s'enfuit. Les deux hommes sont alors intrigués par une lumière provenant d'une caverne de la lande. Son habitant se révèle être Sherlock Holmes. Les retrouvailles sont interrompues par des cris à l'extérieur. Sortant précipitamment, Holmes et Watson rencontrent Stapleton, qui affirme avoir vu Sir Henry se faire attaquer par un chien. Le corps retrouvé est néanmoins celui de l'évadé, qui portait les vêtements de Sir Henry donnés par Barrymore.
De retour au manoir, Holmes remarque que le portrait de Sir Hugo Baskerville a des traits communs avec Stapleton. Holmes souhaite interroger Beryl, mais celle-ci a disparu. En fouillant le manoir, Holmes trouve la preuve que Sir Charles a reçu un appel téléphonique juste avant sa mort. Pour Holmes, l'émetteur de cet appel doit être le meurtrier. Malgré l'heure tardive, le détective décide de partir au bureau des communications pour savoir d'où venait l'appel. Watson et Barrymore le suivent. Pendant ce temps, Sir Henry appelle Stapleton pour le prévenir que Beryl a disparu et qu'il va la chercher sur la lande. De leur côté, Holmes, Watson et Barrymore arrivent au poste de communications où ils apprennent que l'appel du soir du meurtre venait de chez Stapleton et qu'une autre communication vient d'avoir lieu entre les deux maisons. Holmes demande à appeler au manoir des Baskerville mais personne ne répond. Le détective comprend que Sir Henry est sorti et court un danger.
Sur la lande, Sir Henry est rapidement poursuivit par un molosse. L'homme essaie de trouver refuge chez Stapleton, mais celui-ci le repousse. Sir Henry est sauvé par Holmes et Watson qui arrivent à temps pour abattre l'animal de deux balles de revolver. Stapleton s'enfuit tandis que Holmes et Watson s'introduisent chez lui pour délivrer Beryl qui criait à l'aide. Cette dernière avoue que Stapleton est en fait son frère, qui souhaitait la mort de Sir Henry pour récupérer le domaine. Beryl voulait faire échouer le projet de son frère mais n'a pas pu. Stapleton, dans sa fuite, s'égare quant à lui sur le chemin et se retrouve finalement englouti dans le bourbier de Grimpen sous les yeux de Barrymore qui l'avait suivi. L'affaire prend fin. En épilogue, de retour à Baker Street, Holmes reçoit de la part de Sir Henry un faire-part de ses fiançailles avec Beryl Vandeleure.

## Fiche technique
- Titre original : Der Hund von Baskerville
- Réalisation : Karel Lamač
- Scénario : Carla von Stackelberg, d'après le roman "Le Chien des Baskerville" d'Arthur Conan Doyle
- Direction artistique : Wilhelm Depenau, Karl Vollbrecht
- Photographie : Willy Winterstein
- Son : Carl Erich Kroschke
- Montage : Ella Ensink
- Musique : Paul Hühn
- Production : Carl Lamac, Anny Ondra
- Production exécutive : Robert Leistenschneider
- Société de production : Ondra-Lamac-Film
- Société de distribution : Bavaria-Filmkunst Verleih
- Pays d’origine :  Reich allemand
- Langue originale : allemand
- Format : noir et blanc — 35 mm — 1,37:1 — son Mono
- Genre : Film policier
- Durée : 82 minutes
- Dates de sortie : Troisième Reich : 12 janvier 1937

## Distribution
- Bruno Güttner : Sherlock Holmes
- Fritz Odemar : Docteur Watson
- Peter Voß : Lord Henry Baskerville
- Friedrich Kayßler : Lord Charles Baskerville
- Alice Brandt : Beryl Stapleton
- Fritz Rasp : Barrymore
- Lili Schönborn-Anspach : Elisa Barrymore
- Erich Ponto : Stapleton
- Ernst Rotmund : Docteur Mortimer

## Musique
Lors des scènes de suspense, le film utilise une version orchestrale lente d´Une nuit sur le mont Chauve, le poème symphonique de Modeste Moussorgski.